# Голубь и мальчик
«Голубь и мальчик» — роман современного израильского писателя Меира Шалева.

## Содержание
В романе параллельно развиваются два повествования, разделённые по времени. В одном — история любви двух подростков, действие происходит перед и во время Войны за Независимость, в действии важную роль играет голубятня, в которой тайно готовят почтовых голубей. В этом и последующих боевых действиях принимает участие главный герой и его девственная подруга.
Во втором повествовании, происходящем примерно в наши дни, главный герой водит экскурсии, пока богатая американка-еврейка не нанимает его обслуживать американских любителей птиц. Богатая американка соблазняет наивного израильского девственника, который отвечает её идеалу: «мужчина должен быть маленьким и сладким». Американка переезжает в Израиль, женит на себе героя, теперь он — её шофёр и почти прислужник. Таким образом, между двумя повествованиями есть параллели: птицы и девственность.
В конце романа происходит оригинальный сюжетный ход: мальчик, видя скорую гибель, шлёт с почтовым голубем своей всё ещё девственной подруге семя в пробирке. Непорочное зачатие приводит к рождению уже после становления государства Израиль первого главного героя. 
Глубоко символическая идея заключается в защите Израиля, государство рождено непорочно, войны были навязаны ему врагами. В более позднем слое раскрывается, что Израилю угрожает потеря независимости из-за сильных друзей как  Америка.
В конце романа герою удаётся освободиться от властной американки, правда, он не будет долго наслаждаться свободой и счастьем с молодой израильтянкой.